# SC Bastia
Nezaměňovat s jinými kluby z Bastie a okolí – CA Bastia a ÉF Bastia.
SC Bastia, celým názvem Sporting Club de Bastia, je francouzský fotbalový klub z Korsiky založený roku 1905.
Ještě v roce 2011 hrál až třetí nejvyšší soutěž Championnat National. Tu s náskokem vyhrál a o rok později podobným způsobem ovládl i Ligue 2. Největším rivalem je jiný korsický klub AC Ajaccio, zápas těchto dvou celků je nazýván Derby Corse (Korsické derby). V Bastii pak působí ještě další fotbalové kluby, CA Bastia a ÉF Bastia.

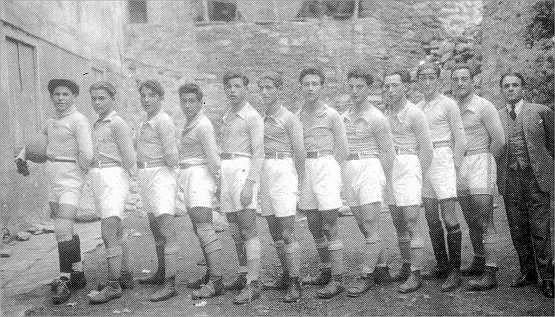
Založení klubu v roce 1905, první jedenáctka

Roku 1981 klub získal francouzský fotbalový pohár. Dvakrát vyhrál i Ligue 2 (1967/68 a 2011/12). Největšího mezinárodního úspěchu dosáhl v sezóně 1977/78, kdy se nečekaně probojoval až do finále Poháru UEFA. Senzací bylo již vyřazení Sportingu Lisabon v 1. kole, ve 2. kole si Bastia poradila s Newcastle United, ve třetím s AC Turín. Ve čtvrtfinále vyřadila východoněmecký FC Carl Zeiss Jena, v semifinále Grasshoppers Curych. Spanilou jízdu zastavil až ve finálovém dvojzápase PSV Eindhoven. V prvním utkání doma Bastia uhrála remízu 0:0, v Eindhovenu však prohrála 0:3.